# Eglė Jurgaitytė
Eglė Jurgaitytė (Vilna, 24 de enero de 1998) es una cantante lituana, que representó a Lituania en el Festival de la Canción de Eurovisión Junior 2008.
Ella comenzó su carrera musical en el 2002. En los años 2007 y 2008 Jurgaitytė participó en talent show de la Radio y Televisión Nacional Lituana "Mažųjų žvaigždžių ringas 3", llegando a la final.
En 2008 ganó la selección nacional lituana para el Festival de la Canción de Eurovisión Junior 2008 y representó a Lituania en el concurso con la canción "Laiminga diena" (hermoso día) alcanzando el tercer puesto en el concurso.
En 2010 participó en proyecto para TV3 Lituania "Chorų karai" dónde fue líder del segundo grupo de la capital Vilna.